# Bollerups socken
Bollerups socken i Skåne ingick i Ingelstads härad, ingår sedan 1971 i Tomelilla kommun och motsvarar från 2016 Bollerups distrikt.
Socknens areal är 14,01 kvadratkilometer varav 13,93 land. År 2000 fanns här 166 invånare. Bollerups borg samt intill denna sockenkyrkan Bollerups kyrka och Bollerups by ligger i socknen.

## Administrativ historik
Socknen har medeltida ursprung. Socknen införlivade omkring 1569 en mindre del av Gärarps socken, där huvuddelen uppgick i Tosterups socken.
Vid kommunreformen 1862 övergick socknens ansvar för de kyrkliga frågorna till Bollerups församling och för de borgerliga frågorna bildades Bollerups landskommun. Landskommunen uppgick 1952 i Glemmingebro landskommun som upplöstes 1971 då denna del uppgick i Tomelilla kommun. Församlingen uppgick 2002 i Smedstorps församling.
1 januari 2016 inrättades distriktet Bollerup, med samma omfattning som församlingen hade 1999/2000.  
Socknen har tillhört län, fögderier, tingslag och domsagor enligt vad som beskrivs i artikeln Ingelstads härad. De indelta soldaterna tillhörde Södra skånska infanteriregementet, Ingelsta kompani.

## Geografi
Bollerups socken ligger nordost om Ystad. Socknen är en odlingsbygd.

## Fornlämningar
Lösfynd från stenåldern har påträffats.

## Namnet
Namnet skrevs 1310 Bullathorp och kommer från kyrkbyn/godset. Namnet innehåller mansnamnet Bulli och torp, 'nybygge'..